# Махгуб, Мухаммад Ахмад
Мухаммад Ахмад Махгуб (в некоторых источниках Махджуб, араб. محمد أحمد المحجوب‎; 17 мая 1908, Эд-Даэйн, Англо-Египетский Судан — 25 июня 1976, Хартум, Судан) — суданский государственный деятель, премьер-министр Судана (1965—1966 и 1967—1969). Также известен как писатель и литературный критик.

## Биография
Родился в семье зажиточного землевладельца. В 1929 г. окончил инженерную школу, а в 1938 г. получил инженерно-строительное образование в Гордоновском мемориальном колледже и в области права — в Юридической школе Хартума. Затем продолжал юридическое образование в Великобритании. Работал юридическим консультантом крупных британских фирм в Судане и адвокатом дома аль-Махди. 
Входил в несколько групп интеллектуалов, был лидером группы Хашимаб, писал статьи и поэтические произведения. Также являлся членом Конгресса выпускников и генеральным секретарем Фронта независимости. Подал в отставку в знак протеста против повышения заработной платы чиновникам. Затем входил в состав Конституционной комиссии.
С 1948 г. член законодательного собрания. В 1953 г. был избран в парламент как независимый кандидат и присоединился к оппозиции. Вступил в партию «Умма», в которой после раскола 1966 года возглавлял консервативное крыло, духовным и идейным вдохновителем которого был имам аль-Хади аль-Махди.
В 1956—1958, 1964—1965 и 1967—1968 гг. — министр иностранных дел.
Являлся одним из лидеров Октябрьской революции в Судане (1964).
В 1965—1966 и 1967—1969 гг. — премьер-министр Судана. Был смещен в результате военного переворота во главе с полковником Джафаром Нимейри.
Долгое время после переворота жил в эмиграции в Лондоне, позже вернулся в Судан.
Также занимался литературным творчеством, опубликовал несколько томов поэзии на арабском языке, в частности, сборники «Потерянный рай», «Повесть сердца» (1961), «Сердце и искушения» (1964), а также ряд книг по проблемам Судана. В работе «Куда должно быть направлено идейное движение в Судане?» (1941) изложил основные принципы развития новой национальной литературы и выступал против идеологии «своеобразия суданской личности». В 1946 г. вместе с другим писателем, Абд аль-Халимом Мухаммедом, создал биографическую хронику «Смерть мира», в которой нашла отражение традиция макамы. Автор монографии «Демократия на испытательном сроке» (оценка политического опыта Судана до 1969 г. и внутренняя история арабо-африканской политической сцены).

## Награды и звания
Был награждён иракской премией Ар-Рафидайн и иорданской — Аль-Кавкаба за его литературное творчество и вклад в образование.